# Braunschweiger Mumme

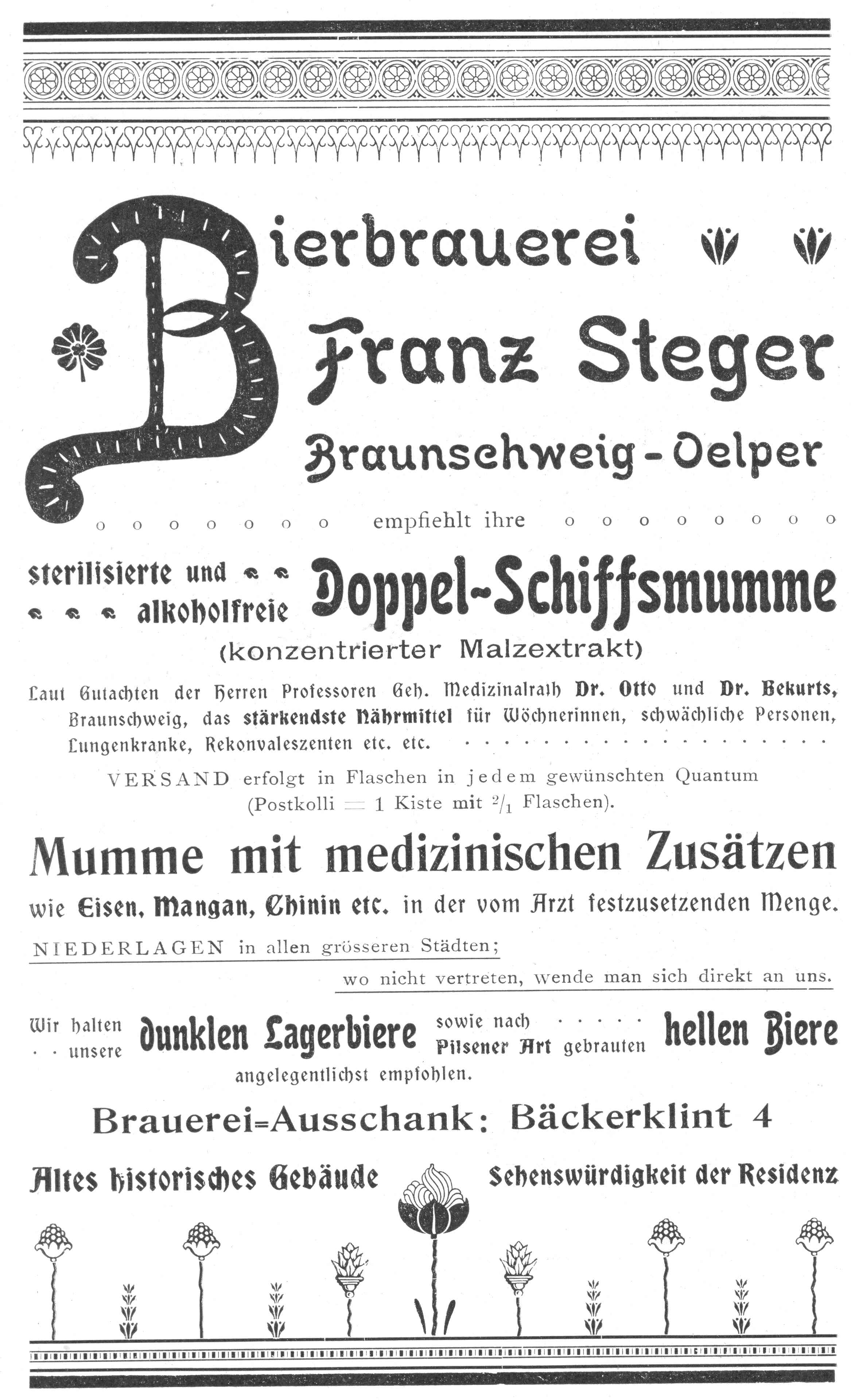
Anunci de la fàbrica de cerveses "Mumme-Brauerei Steger" del 1899.

Braunschweiger Mumme (llatí: Mumma Brunsvicensium o Mumia - anglès: Brunswick Mum - francès: Mom de Bronsvic), sovint conegut només com a Mumme, és una forma d'elaborar cervesa, realitzada des de temps immemorials a la ciutat alemanya de Braunschweig amb una àmplia gamma de continguts alcohòlics. L'evolució d'aquesta cervesa comença a l'edat mitjana tardana i era coneguda per la seva recepta poc usual com "Mumme"; en aquells temps ja era un dels productes més exportables de la ciutat de Braunschweig i fins als temps moderns va arribar a ser molt coneguda degut a la seva exportació a l'Índia i al Carib. Després de tota aquesta història, avui dia segueix produint-se a la ciutat de Braunschweig, però es tracta d'una beguda sense alcohol amb caràcter purament de souvenir per als turistes.

## Mumme: ficció i realitat
En contra del que pensa la majoria de la gent, el nom "Mumme" no prové del nom del ciutadà de Braunschweig i fabricador de cervesa Christian Mumme; el nom d'aquesta beguda té un origen més antic. Ja a la primera meitat del segle xviii, a la ciutat de Wolfenbüttel, el 1736, en l'obra "De Mumia Brunsvicensium", del metge Franz Ernst Brückmann, s'esmenten nombroses llegendes d'una antiga beguda amb miraculosos efectes. Després de Brückmann, el cervecer Christian Mumme va intentar elaborar una recepta millorada entre els anys 1492 i 1498. Ja en aquest temps s'emprava el nom de Mumie per denominar a una cervesa com a "cervesa forta" ("Starkbier") a causa dels nombrosos additaments que afegien durant la seva elaboració, proporcionant-li un caràcter fort tant de sabor com d'aroma.

### Origen de la llegenda
La història explicada per Brückmann a la seva obra es va veure enfortida amb l'esdevenir dels segles donant lloc a innombrables llegendes i històries sobre la "Mumme" de Braunschweig. Aquest fenomen va fer que la cervesa es fes una beguda molt popular, coneguda fins i tot fora de les fronteres d'Alemanya; d'aquesta forma l'exportació de la beguda va generar un gran benefici econòmic a la ciutat. És molt possible que aleshores la llegenda s'anés convertint a poc a poc en "història real".
D'aquesta forma Brückmann va contribuir al folklore de Braunschweig. Juntament amb això, el gravador A. Beck, el 1742, va elaborar un material gràfic que proporcionava imatges a la història de Brückmann, i d'aquesta forma va aconseguir que la història es fes més popular i més real a ulls de la gent, integrant-se fortament a la ment de les següents generacions. Fins a l'any 1911 no va haver-hi un estudi profund sobre la història d'aquesta beguda de Braunschweiger i va ser dut a terme per l'historiador i director del museu estatal de la ciutat (Städtischen Museums), Heinrich Mack, a la seva obra "Zur Geschichte der Mumme. Insbesondere donis Mummehandels im 17. Jahrhundert? intenta trencar les creences populars aportant detalls científics a les històries i llegendes. D'aquesta forma, per exemple, demostra moltes falsedats creades sobre la persona de Christian Mumme, així com les històries sobre la casa, o de la Mumme-Kind (nen de Mumme) o la Mumme-Probe (Prova de Mumme).

### La casa de Christian Mumme

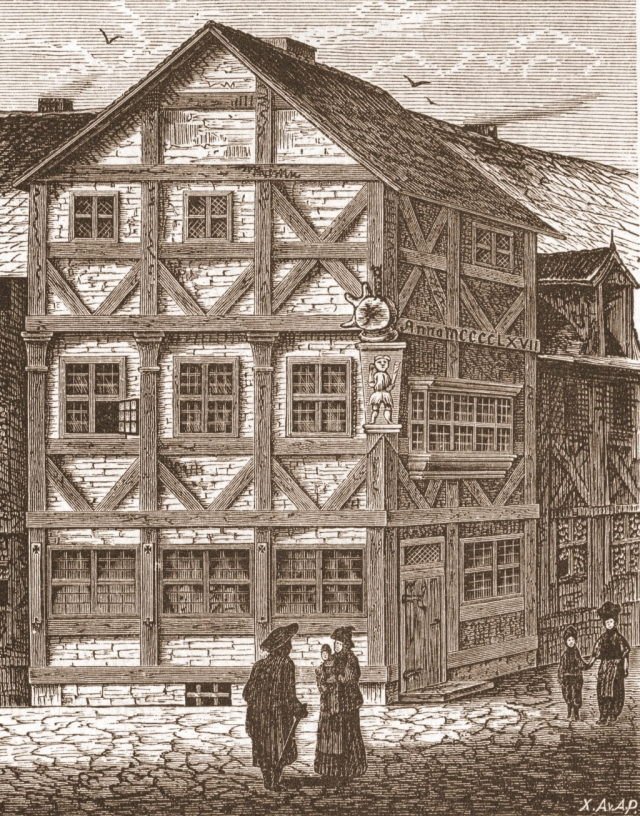
Il·lustració de la Brauhaus de Christian Mumme.

Gràcies a Brückmann hem de datar la cerveseria de Christian Mumme des de l'any 1463 fins a la seva completa destrucció a la Segona Guerra Mundial, de la qual se sabia segur estava localitzada al carrer Alten Petritore 2, a Braunschweig; existeixen il·lustracions sobre la Fachwerkhaus l'autenticitat de la qual ha estat comprovada. Heinrich Mack demostra amb nombrosos documents que mai va viure ni Christian Mumme ni els seus familiars a la casa.
A propòsit de Christian Mumme a Braunschweig s'ha de dir que no existeix una prova escrita sobre la seva estada a la ciutat; això és així malgrat atribuir-se-li el "descobriment" d'aquesta beguda. No obstant això, existeixen nombroses referències medievals a l'existència de la cervesa abans del 1492 i 1425, on alguns documents esmenten com un noble de Hesse en visitar la ciutat de Braunschweig demana dos barrils de Mumme.

### El Mumme-Kind
Un exemple de la ficció d'aquesta beguda es denomina el "Mumme-Kind? (el nen Mumme). El treball d'A. Beck el 1742 mostra en les seves il·lustracions com un jove mor obès a causa de la seva extrema addicció a la Mumme, i d'aquesta forma Beck ho mostra mort posant unes paraules fúnebres a la representació: "Il·lustració de Maltz-Kärners en Brunswick, al que a causa de la seva extrema addicció al sabor de la Mumme li ha portat a morir gros a l'edat de 30 anys, sent el seu pes de 130 Quilos."

### LaMumme-Probe
Una de les anècdotes més explicades pels assidus d'aquesta beguda esmenten Mumme-Probe (prova de la Mumme), en la qual s'intenta demostrar com la dolçor de la Mumme estava en la seva quantitat exacta, realitzant la següent prova: es posava una quantitat d'una cullera de Mumme en una cadira de fusta i s'estenia sobre la superfície del seient; després d'això, una persona s'asseia i immediatament s'aixecava. Si la cadira es quedava enganxada al cos, indicava que la quantitat de sucre era la correcta i que la qualitat de la Mumme era bona.

### La factura del 1390
Heinrich Mack esmenta que el document més antic que fa referència a la beguda està datat l'any 1390 sobre una factura que esmenta "Mumme" per justificar la despesa de begudes durant una festa de Braunschweig en honor del patró de la ciutat St. Au(c)tor. Aquesta factura demostra que la beguda existia ja abans de Christian Mumme, ja que està datada 102 anys abans del seu naixement. Això demostra que possiblement C. Mumme actués només millorant la qualitat d'aquesta beguda.

### Mumme com una denominació genèrica
Heinrich Mack esmenta en el seu estudi que el concepte de "Mumme" amaga a la regió de Braunschweig una forma genèrica de fer cervesa fosca ("dunkles Bier"), en contraposició amb el concepte cervesa blanca "Weißbier" per a una cervesa de color més clar. Esmenta, a més, que en l'edat mitjana s'elaboraven en Braunschweig cinc tipus diferents de "Mumme", i que totes elles tenien un color marró amb un contingut alt de malt, així com que eren molt denses. A un edicte del 1571 es va fer que Mumme fos sinònim de "cervesa vermella" ("Rotbier"), conjuminant els conceptes de diferents cerveses.

### Recepta
Es pot deduir que amb el transcurs dels anys i segles la recepta ha anat canviant de propietari, i a més ha estat objecte d'innombrables interessos; tant és així que existeixen diverses receptes que esmenten ser l'original; d'aquesta forma no es pot saber quin és la més adequada. De totes elles se sap que l'ingredient comú era el llúpol, l'ordi i/o el blat, tots ells exposats en les receptes amb diferents proporcions i quantitats, així que no es pot saber de cap que sigui la recepta original.
L'autor Krünitz, en la seva obra 'Oeconomische Encyclopädie, conta el 1773, esmentant diferents fonts, que el Mumme s'elaborava baix diferents processos: un dels més importants era quan es produïa la fermentació alcohòlica o també durant l'evaporació, quan se li afegien jueves, escorces d'alguns arbres i algunes quantitats d'estelles d'avet i betula, rosada del sol, sambucus i farigola, pimpinella, betònica, majorana, poliol menta, cardamom, rosa canina, inula, clau, canyella i una mica d'ou. Per establir el color vermell fosc se solia abocar suc de cireres.
La veritat sobre els continguts ha de posar-se en dubte en tot moment a causa dels múltiples interessos i enraonies per enfosquir el negoci existent entorn d'aquesta beguda, intentant posar ingredients que poden ser repel·lents a la majoria de les persones o que poden causar dany.

## Èxit d'exportació a l'Edat Mitjana

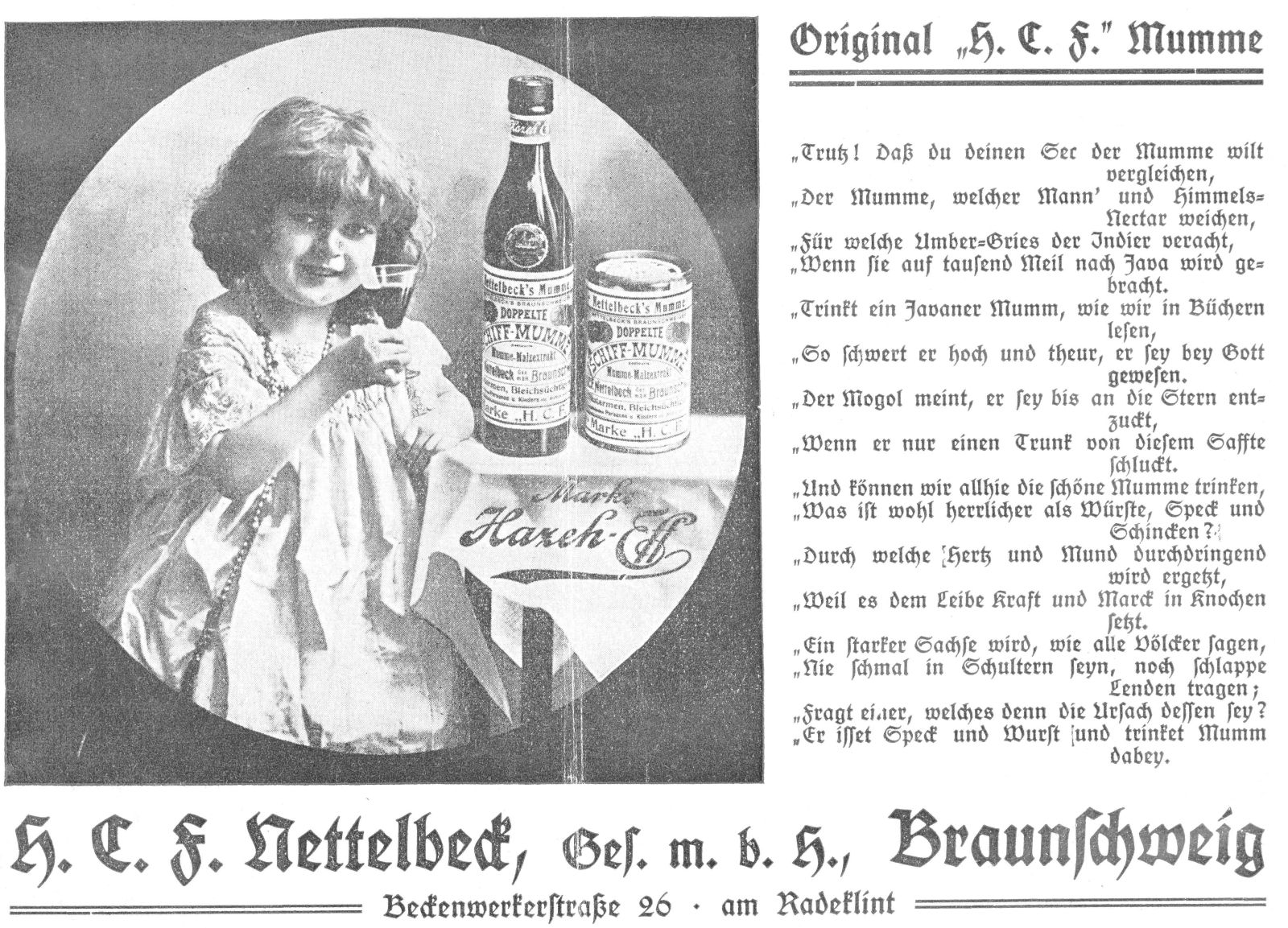
Anunci de 1913 de la "Mumme-Brauerei" Nettelbeck.

A un llibre de cervesa del 1723 (Braunschweigischen Bierbuch) s'esmenta:
"la Mumme, aquella que reconforta, l'olorosa que agrada al sabor, així s'elabora aquest suc d'ordi (Gersten-Safft) a la ciutat de Braunschweig, aquella que a causa de la seva superioritat travessa la línia equatorial que divideix les dues Índies, en això és superior a altres cerveses"
(Trad. lliure de l'alemany antic.) 
Gràcies a l'alt contingut alcohòlic i de sucre la Mumme va ser en els primers temps un dels pocs aliments que podia aguantar emmagatzemat molt temps sense perdre les seves propietats; d'aquesta forma, als segles xv i xvi es va emprar als llargs viatges marins de descobriment de noves terres.
Al passar el temps se li va augmentar la quantitat d'alcohol fins al doble de la seva concentració amb l'objecte allargar la seva durabilitat en ser conservat; d'aquesta forma va haver-hi durant algun temps una "Schiff-Mumme? (Mummi de vaixell) o "Segelschiff-Mumme" (Mummi marina), en comparació de la "Stadt-Mumme" (Mummi de ciutat), amb un contingut més baix d'alcohol. La consistència de la Schiff-Mumme era molt similar a la de l'oli. Les tropes incloïen en els barrils etiquetes especials per distingir la Mummi per a consum de la tripulació i aquella que s'exportava a les ciutats de les Índies; l'etiqueta contenia la frase: "in beide Indien" (= Amèrica i l'Índia); d'aquesta forma les tripulacions evitaven malalties com l'escorbut. Ja des d'aquests temps la marca de la cervesa anava unida a la imatge d'un vaixell (avui dia pot comprovar-se aquesta icona a cada ampolla): un vaixell inclòs en un marc ovalat sobre un fons blau.
L'ús mundial d'aquesta beguda va fer que fos el producte d'exportació nombre un de la ciutat de Braunschweig. D'aquesta forma els ports d'Alemanya com Hamburg (després del 1531), Lübeck i Bremen tenien vaixells constantment que transportaven Mumme a tothom (Dinamarca, Regne Unit, els Països Baixos, Suècia, així com els països del Bàltic).
La Mumme tenia un desavantatge en el seu sabor, ja que tenia un alt contingut en maltosa que la feia dolça, enganxosa i viscosa. Aquests desavantatges eren obviats degut a la seva capacitat de durabilitat en ser conservada, i això va fer de la Mumme al segle xvii l'única substància alimentosa idònia per a l'alimentació dels mariners.

## La música i literatura de la Mumme

### La cançó de la Mumme
Amb l'esdevenir dels segles s'han enriquit les referències literàries sobre aquesta beguda, augmentant les lloances sobre la beguda. Un exemple és un poema de Johann Albert Gebhardi, Rector de Martino-Katharineums 1708 en honor de les noces de la princesa Elisabeth Christine von Braunschweig-Wolfenbüttel amb el qual fos després el Kàiser Carlos IV de Luxemburg. Un segon exemple, molt conegut a la comarca, és la "Mumme-Lied" (Cançó de Mumme) procedent de l'Òpera "Heinrich der Vogler", que es va representar per primera vegada en l'estiu de 1718 en Braunschweig. El vers de Johann Ulrich König la música del qual és del mestre de capella Georg Kaspar Schürmann (1672/73-1751).
Les dues primeres estrofes resen en alemany així:
Brunswyk, du leiwe Stadt,

vor vel dusent Städen,

dei sau schöne Mumme hat,

dar ik Worst kann freten.

Mumme smekkt noch mal sau fin,

as Tokay un Mosler wyn,

Slakkworst füllt den Magen …

(Existeixen canvis d'ortografia no corregits aquí.)
En alemany alt (Hochdeutsch):
Braunschweig, du liebe Stadt,

unter Tausenden von Städten.

die so schöne Mumme hat [und]

wo ich [Braunschweiger] Wurst essen kann.

Mumme schmeckt noch besser

als Tokajer und Mosel-Wein,

Schlackwurst füllt den Magen...

### Un poema dedicat a Mumme
Al començament del segle xviii existien moltes enraonies sobre la composició de la Mumme, algunes d'elles deien que la Mumme de Braunschweig contenia ingredients "obscurs" o secrets, entre ells que la coloració vermella de la beguda es podia haver del suc de cireres que possiblement podria tenir. D'aquesta forma el metge de Wolfenbüttel Brückmann el 1723 va escriure un poema anomenat Das Gedicht von der Mumme (El poema de Mumme) amb la intenció de defensar la beguda contra les parleries:
Das Gedicht von der Mumme
Die Mumme scheu' t sich nicht

sie will sich nicht verstecken

sie tritt ohn Masque hier der Welt recht vors Gesicht

wer durchs Vergrößrungs-Glaß will schauen ihre Flecken

beschaue sich vor erst

eh er das Urtheil spricht
A la celebració dels 1000 anys de la ciutat de Braunschweig l'agost del 1861 en la representació teatral realitzada per Carl Schultes (* 1822; 904) titulada '"Brunswick's Leu, stark und treu" apareix per última vegada referenciada aquesta misteriosa beguda.

## La casa de Steger (Mumme-Haus)

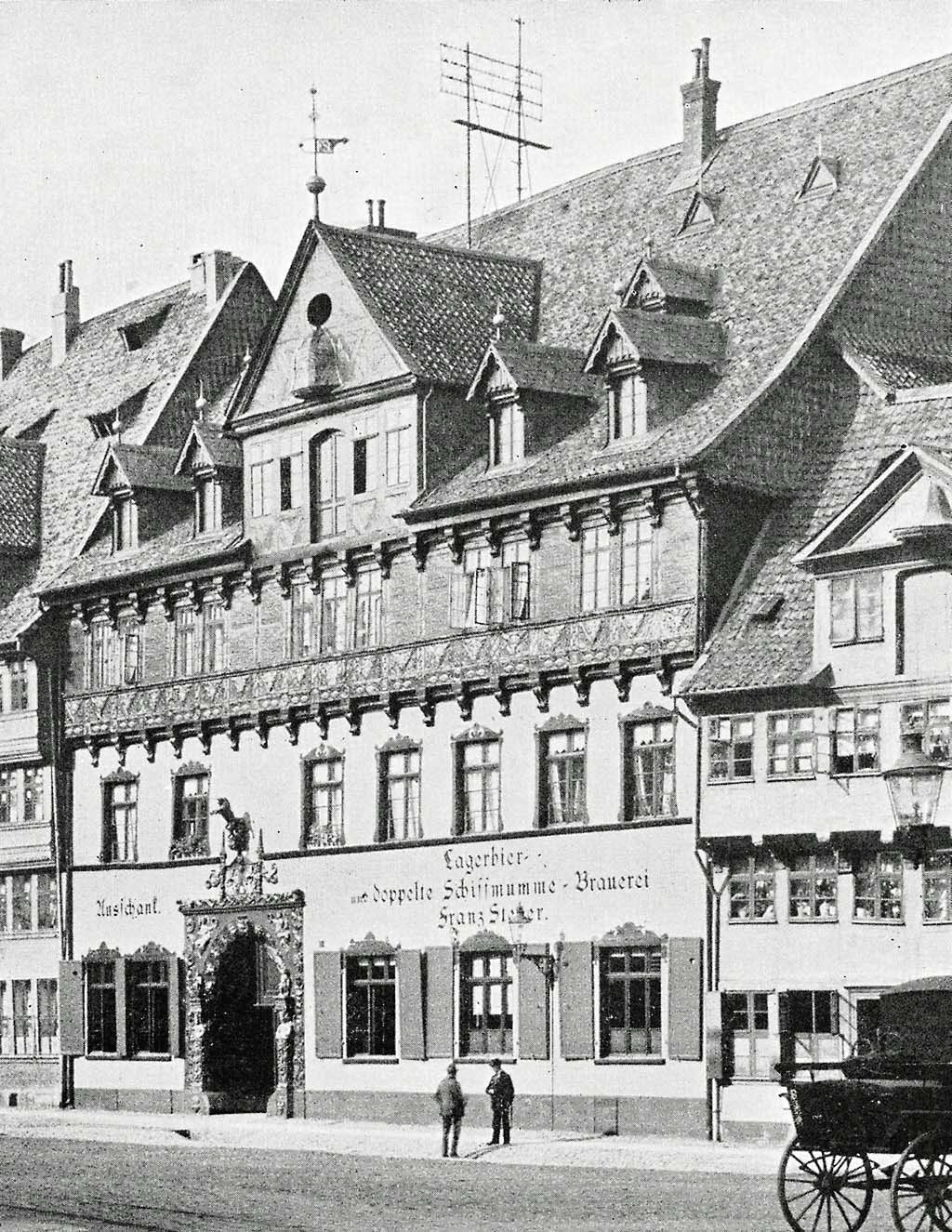
La Cerveseria Mumme de Steger el 1897.

Abans de l'adveniment de la Segona Guerra Mundial a la ciutat de Braunschweig l'adreça de la fàbrica principal per Mumme era la cerveseria Steger, coneguda com la "Mumme-Haus?, al carrer "Bäckerklint 4" avui dia directament davant de la font "Eulenspiegel-Brunnen". La casa es va construir el 1588 en una espècie de Fachwerkhaus i va ser destruïda el 10 de febrer del 1944 durant un intens bombardeig de les tropes aliades sobre la ciutat, destruint la fàbrica completament. Només va quedar el portal avui dia situat en una altra part de la ciutat. Fins a l'actualitat (2006) mai es va pensar a reconstruir la fàbrica de nou.

## Després de la Segona Guerra Mundial
El 1949, quatre anys després del final de la segona guerra, es va començar de nou la producció de la beguda. D'aquesta forma, l'any 1990 va haver-hi un altre segon moment crític per a aquesta beguda centenària, ja que estudis oficials mostraven un gran contingut de ferro en el contingut de les ampolles de Mumme, hagut d'en gran part al fet que els recipients on s'elaborava hi havia aquest metall. Fins a aquesta època la producció de 30.000 ampolles per dia es va parar per complet fins que el 1996 va començar de nou.

## Mumme avui dia

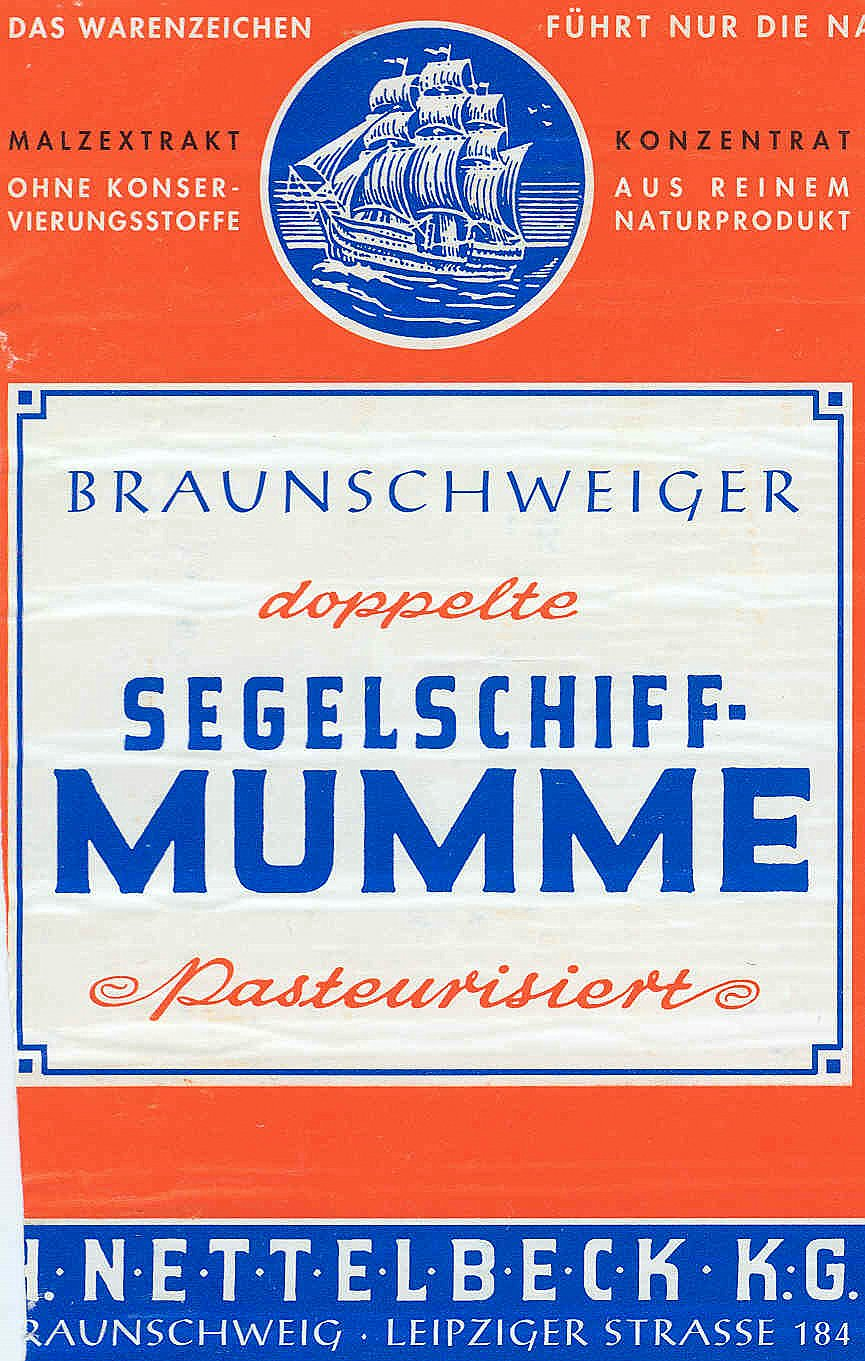
Mumme avui dia.

La Mumme d'avui dia conté principalment maltosa, també una mica de glucosa, sacarosa i fructosa. D'aquesta forma, la beguda és avui dia una espècie xarop ensucrat que rares vegades es pren pur i, per tant, s'empra com additament ensucrat en l'elaboració de pastissos, pastissos, alguna vegada s'afegeix unes gotes a les cerveses, s'elaboren salses, etc.
El resultat és una beguda sense alcohol que va deixar de ser un article d'àmplia exportació just quan el seu nou mètode d'elaboració va deixar de ser alcohòlica, avui dia és més un souvenir per als turistes que visiten la ciutat de Braunschweig.

### El festival de Mumme-Meile
El màrqueting de la ciutat s'ha posat en funcionament de nou i la "Mumme" contínua de nou a començar a sonar, d'aquesta forma en els mesos d'octubre i novembre del 2006 es va celebrar el primer festival denominat "Braunschweiger Mumme-Meile" en la part antiga de la ciutat. En aquest festival es preparen conferències sobre la beguda i s'expliquen les històries i llegendes que han envoltat la beguda al llarg dels temps.